# Hoàng Công Danh
Hoàng Công Danh (sinh năm 1987) là một nhà văn Việt Nam, hiện sống và làm việc tại quê nhà Quảng Trị.
Bắt đầu xuất hiện trên văn đàn từ năm 2013 với tập truyện ngắn Cõng nhau trong một cõi người, ông đã lập tức tạo được ấn tượng với bạn đọc, sau đó trở thành một trong những nhà văn thế hệ 8X nổi bật và đáng đọc.

## Tiểu sử
Hoàng Công Danh sinh năm 1987 tại Quảng Trị. 
Năm 2005, ông học lớp cử nhân Vật lý chất lượng cao khóa II của Đại học Huế. Từ năm 2007, ông sang Minsk học tại khoa Vật lý, Trường Đại học Tổng hợp Quốc gia Belarus theo học bổng chương trình hợp tác giữa hai nước Việt Nam - Belarus. 
Năm 2010, ông hoàn thành chương trình kỹ sư vật lý, về nước và làm việc tại tạp chí Cửa Việt (Quảng Trị) đồng thời sáng tác văn chương.

## Sự nghiệp văn chương
Tập truyện ngắn đầu tay Cõng nhau trong một cõi người xuất bản năm 2013 được đánh giá như một tiểu thuyết. Mỗi truyện đều được tác giả dụng công tạo ra một hình ảnh làm cái neo cho người đọc, gây ấn tượng vương vấn cả khi đã gấp sách lại.
Những tác phẩm tiếp sau đó của Hoàng Công Danh ở các thể loại truyện ngắn (Chuyến tàu vé ngắn, Trong cơn say níu sợi dây đứt, Con tin stockholm, Bán một cành mai ăn tết), truyện dài (Bảy bảy bốn chín), tùy bút (Khói sẽ làm mắt tôi cay) đều có những thể nghiệm mới, tạo được phong cách riêng. Với thể loại truyện ngắn, tác phẩm của ông có tính chiêm nghiệm, sâu sắc ở cả đời và đạo, thấm đẫm tình người lại hóm hỉnh, có duyên.
Bán một cành mai ăn tết là tác phẩm mới nhất của ông do NXB Trẻ ấn hành năm 2024, gồm 20 truyện ngắn chủ đề tết và mùa xuân, đây là tập truyện đậm sắc xuân và tình người.

## Nhận định phong cách sáng tác
“Truyện ngắn của Hoàng Công Danh kể những câu chuyện với vẻ nhẩn nha, nhịp điệu cũng như tình tiết đều đều như thiếu cao trào. Nhưng đó là một trò chơi cảm xúc, bởi theo dòng câu chuyện, những tình tiết dường như rất nhỏ, bất chợt lại châm vào trái tim người đọc.” (Báo Tiền Phong)
“Viết về thân phận người trong tình yêu, đau khổ hay hạnh phúc của họ, Hoàng Công Danh chọn giọng văn nhẹ nhàng pha chút hóm hỉnh với những chi tiết độc đáo, khiến người đọc bất ngờ và nhớ mãi ngay cả khi câu chuyện đã khép lại từ lâu.” (NXB Trẻ)
"Tác phẩm của nhà văn sinh năm 1987 thường có lối văn dung dị và kết thúc bất ngờ, thấm đẫm tình người lại hóm hỉnh, rất có duyên, qua đó luôn khiến bạn đọc ấn tượng, thích thú." (Tạp chí Người Hà Nội)

## Tác phẩm chính[14]
- Cõng nhau trong một cõi người - tập truyện ngắn (2013)

- Khói sẽ làm mắt tôi cay - tập tùy bút (2014)
- Chuyến tàu vé ngắn - tập truyện ngắn (2016)
- Trong cơn say níu sợi dây đứt - tập truyện ngắn (2018)
- Con tin stockholm - tập truyện ngắn (2020)
- Bảy bảy bốn chín - truyện dài (2022)
- Bán một cành mai ăn tết - tập truyện ngắn (2024)

## Giải thưởng
- Giải thưởng Văn học tuổi 20 lần VII với tác phẩm Bảy bảy bốn chín.[15]